# Moviment Socialista Àrab
El Moviment Socialista Àrab (àrab: حركة الاشتراكيين العرب Harakat Al-Ishtirakiyin Al-'Arab) també conegut com a Partit Socialista Àrab és un partit polític a Síria. És un partit socialista àrab, amb arrels en el moviment camperol. Les seves arrels remunten al grup radical antifeudal de 1930 dirigit per Akram al-Hawrani, però va anar formalment establert el 5 de gener de 1940. Es va fusionar amb el Moviment Baath Àrab en 1947, només per retirar-se de nou en 1963. Està dividit En diverses branques. Un és part del Front Progressista Nacional de partits legalment llicenciats que accepten el lideratge constitucional del Partit Baath. En l'elecció del 22 d'abril de 2007 del Consell Popular de Síria, aquesta branca va ser guardonada amb 3 dels 250 escons del parlament. Una altra branca també ha guanyat el reconeixement legal i la representació parlamentària, però sota el nom Moviment del vot nacional. Una tercera facció segueix en l'oposició, asseguda en el Reagrupament Democràtic Nacional.